# 剖阿里
剖阿里，辽、金时期五国部中最北一个部落，位于黑龍江與烏蘇里江交匯處，即今伯力（俄稱哈巴羅夫斯克）附近。

## 歷史
唐時為勃利州
公元722年（唐开元十年），黑水靺鞨首领倪属利稽至唐朝贡，唐玄宗封其为勃利刺史
725年（唐开元十三年），“安东都护薛泰请于黑水靺鞨内置黑水军，续更以最大部落为黑水府，仍以其首领为都督，诸部刺史隶属焉。”
728年（唐开元十六年），唐廷赐都督姓李氏，名献诚，授云麾将军兼黑水经略使。唐朝中央政府派驻长史，就其部落监领之。

## 遺址
剖阿里是五國部中惟一一個沒有發現其遺址的部落，部分學者認為是由於俄國侵佔外東北時，將古城鏟平建立新城據點進行殖民所致。另有部分學者如日本學者池内宏提出，剖阿里遺址並不在今天的伯力，而在中国境内今黑龙江省富锦县。

## 含義
清代《满洲源流考》中單純以近似音作為考量，認為剖阿里實為博和哩（Bohoir），其满文涵义为豌豆或灯罩，故剖阿里有豌豆之说。
但学者刘文生等人根据金启孮先生的《女真文辞典》，认为剖阿里的正确涵义是女真文beri（音接近伯力） , 即弓。